# Coordinadora Estatal de Suport a la Querella Argentina contra Crims del Franquisme
La Coordinadora Estatal de Suport a la Querella Argentina contra Crims del Franquisme (castellà: Coordinadora Estatal de Apoyo a la Querella Argentina contra Crímenes del Franquismo, abreujat CEAQUA) és una coordinadora que aplega més de 200 entitats. Va néixer per tal de donar suport des d'Espanya a l'actuació engegada per la jutgessa argentina María Servini contra una vintena d'alts càrrecs franquistes el 2010.
El desembre de 2021 la Coordinadora va anunciar que estava preparant el recurs contra el sobreseïment de la causa argentina contra Rodolfo Martín Villa que es va produir el 23 de desembre per la Cambra Criminal i Correccional Federal argentina. Posteriorment ha iniciat o donat suport a la presentació de diverses querelles a Espanya. El febrer de 2023 en va anunciar la presentació de quatre, una d'elles a València contra més d'una trentena de policies, entre ells el comissari José Manuel Villarejo. Les altres les va presentar a el Ferrol, Pamplona i a Madrid. Aquesta darrera de fet va ser admesa a tràmit el maig de 2023, presentada per Julio Pacheco Yepes per les tortures que va patir l'agost de 1975. Anteriorment la Coordinadora n'havia presentat unes altres 80 que no van ser admeses a tràmit pels jutjats espanyols, emparant-se en la Llei d'amnistia. L'octubre de 2023 una desena de familiars van presentar a Pamplona la primera querella per treball esclau contra l'estat espanyol.
CEAQUA va rebre el 37è Premi Internacional Alfonso Comín en un acte a l'Ajuntament de Barcelona, amb la presència de la presidenta del seu patronat, Maria Lluïsa Oliveres, vídua d'Alfons Comín, i de l'alcaldessa de Barcelona Ada Colau.